# Russische Badminton-Superliga 2009
Die Russische Badminton-Superliga 2009 bestand aus zwei Vorrunden und einem Superfinale, welches Favorit Ramenskoje für sich entscheiden konnte.

## Endspiel
- ROS.T Nischni Nowgorod – Favorit Ramenskoje 1-4
- Vladimir Malkov – Valeriy Atrashchenkov 21-13, 21-1
- Nikolaj Nikolaenko – Vladimir Ivanov 17-21, 15-2
- Ekaterina Ananina – Tatjana Bibik 8-21,17-2
- Nina Vislova – Kamila Augustyn 24-22, 15-21, 16-21
- Vitaliy Durkin/Nikolaj Nikolaenko – Andrey Ashmarin/Alexandr Nikolaenko 20-22,13-21

## Endstand
- 1. Favorit Ramenskoje
- 2. ROS.T Nischni Nowgorod
- 3. Primorje Wladiwostok
- 4. ZSKA Moskau
- 5. Nowaja Liga Moskau
- 6. BK FINEC St. Petersburg
- 7. ASB Metallurg Tscheljabinsk
- 8. Primorje Wladiwostok Junior